# Parafia św. Wawrzyńca w Warzycach
Parafia św. Wawrzyńca w Warzycach – należy do diecezji rzeszowskiej, dekanat jasielski

## Historia
Parafię Warzyce założyli benedyktyni tynieccy (Ordo Sancti Banedicti) w XIV wieku. Jan Długosz w "Liber beneficiorum dioecesis Cracoviensis" pisze, że Warzyce w połowie XV wieku miały kościół drewniany pod wezwaniem św. Wawrzyńca. W drugiej połowie XVII wieku wystawił w Warzycach kościół murowany ówczesny proboszcz, ks. Maciej Walentynowicz. Kościół ten z czasem uległ zawilgoceniu i groził zawaleniem. W 1904 roku został rozebrany, a na jego miejscu postawiony nowy kościół (staraniem proboszcza Gracjana Szklarskiego), według projektu Adolfa Kuhna ze Lwowa. Roboty prowadził majster budowlany Józef Romanowski ze Lwowa. Budowa trwała dwa lata. 7 października 1906 roku w uroczystość odpustową Matki Bożej Różańcowej, kościół wraz z trzema dzwonami uroczyście poświęcił Jakub Federkiewicz z Przemyśla. Kościół zbudowany w stylu neoromańskm. Ołtarz główny wybudowano w 1920 roku, natomiast ołtarze boczne w 1955 roku. Wszystkie ołtarze wykonał rzeźbiarz Oryszczak z Sanoka. Plebania została wybudowana w 1925 r.
W kościele znajduje się stary wizerunek Pana Jezusa Ukrzyżowanego. W ołtarzu bocznym, po lewej stronie, znajduje się obraz Matki Bożej Bolesnej, o którym w XVIII w. pisano, że jest to obraz łaskami słynący. W 1972 r. kościół otrzymał nową polichromię, którą wykonał artysta plastyk Zygmunt Wigliusz z Krakowa. W 1975 r. odrestaurowano kościół z zewnątrz, z pomalowaniem dachu na wieży i kościele. W 1996 r. do istniejącego dzwonu sprawiono dwa następne na pamiątkę zbliżającej się pielgrzymki Jana Pawła II do Dukli i do Krosna.

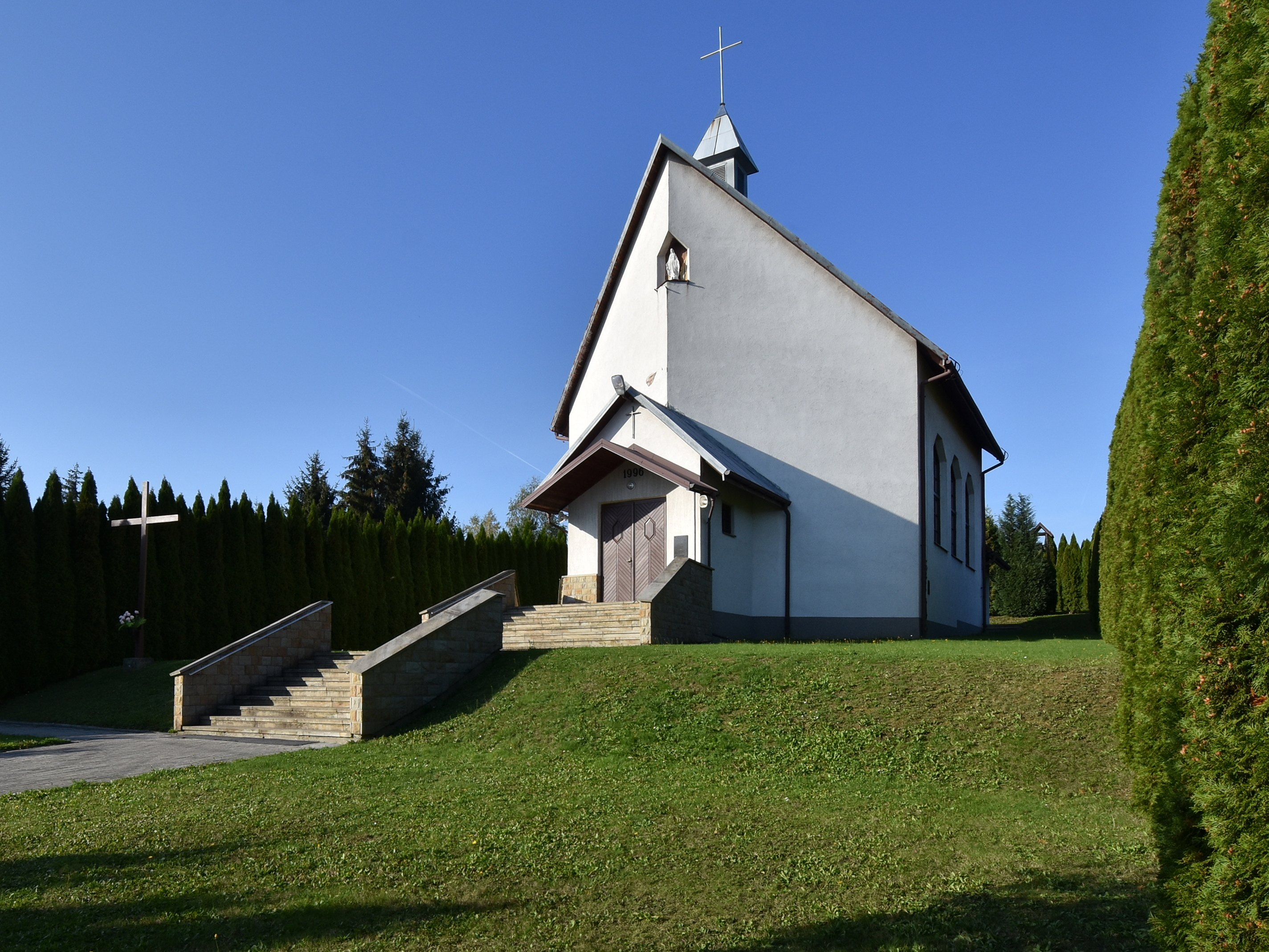
Kościół filialny w Bierówce

W 1996 r., w Bierówce, miejscowości należącej do parafii Warzyce, od maja do końca września, wzniesiono w stanie surowym kościół filialny. W 1998 r. prowadzono prace wykończeniowe tegoż kościoła. 15 maja 1999 r. ówczesny ordynariusz rzeszowski, bp Kazimierz Górny uroczyście poświęcił ten kościół nadając mu tytuł Matki Bożej Królowej Pokoju, dla upamiętnienia licznych mogił zbiorowych z czasów II wojny światowej znajdujących się na terenie parafii.

## Przynależność terytorialna
- Warzyce – 1350 wiernych
- Bierówka – kościół filialny - 600 wiernych

## Cmentarz
Komunalny (pow. 1 ha) wraz z kaplicą cmentarną